# Cinque punizioni
Le cinque punizioni (zh. 五刑S, wǔ xíngP, ńgh yìhngW) era il nome collettivo di una serie di sanzioni fisiche inflitte dal sistema legale della Cina dinastica premoderna. Nel corso del tempo, la natura delle Cinque Punizioni variò. Prima del tempo dell'imperatore Han Wendi (r. 180–157 a.C.) della dinastia Han occidentale (206 a.C.–220), prevedevano il tatuaggio, il taglio del naso, l'amputazione di uno o entrambi i piedi, la castrazione e la morte. Dopo le dinastie Sui e Tang (581–907) mutarono in servitù penale, esilio, morte o punizione corporale sotto forma di frustate con strisce di bambù o fustigazione con un bastone. Sebbene le Wuxing fossero una parte importante del sistema penale della Cina dinastica, non erano gli unici metodi di punizione utilizzati.

## Origine
Alcuni ritengono che il primo utilizzatore delle Cinque Punizioni fu il Clan Sanmiao (三苗氏). Altre fonti affermano che abbiano avuto origine con Chi You, il leggendario creatore di oggetti in metallo e armi e leader dell'antico gruppo etnico dei Chi You (九黎). Durante la successiva dinastia Xia (ca. 2070 a.C.–ca. 1600 a.C.), Xia Qi, figlio di Yu il Grande, fondatore della dinastia, adottò le punizioni Miao dell'amputazione di uno o di entrambi i piedi ( yuè 刖), il taglio del naso ( yì 劓), scalpellare ( zhuó 琢), il tatuaggio infamante su viso o fronte (qíng 黥) e altri tipi di punizione. Il tatuaggio, l'amputazione del naso o dei piedi, la castrazione e la morte divennero le cinque forme principali del sistema di punizione durante questo periodo, dagli Xia agli Shang (1600–1046 a.C.) e tramite di essi agli Zhou (1046–256 a.C.). Le "Cinque punizioni per gli schiavi" furono abolite durante il regno dell'imperatore Wen di Han a seguito di una petizione di una donna suddita, tale Chunyu Tiying (淳于緹縈), e sostituite dalle "Cinque punizioni per i servi".

## Le cinque punizioni nell'antica Cina
A parte la pena di morte, le restanti quattro punizioni per gli schiavi erano pensate per provocare danni ai loro corpi che li avrebbero segnati per tutta la vita. Tutti i comuni cittadini erano soggetti a queste punizioni. Queste punizioni erano per gli uomini. Accanto a ciascuno di essi è indicato il numero di reati ai quali era applicabile la pena.
- Mò (墨), noto anche come qíng (黥) - tatuaggio indelebile sul viso o sulla fronte.
- Yì (劓) - amputazione del naso, senza un anestetico.
- Yuè (刖), noto anche come bìn (臏) durante la dinastia Xia e zhǎnzhǐ (斬趾) durante la dinastia Qin - amputazione del piede sinistro o destro o di entrambi. Altre fonti affermano trattarsi della rimozione della rotula e legano la punizione allo stratega Sun Bin del Periodo degli Stati Combattenti.
- Gōng (宮), noto anche come yínxíng (淫刑), fǔxíng (腐刑)[7][8] o cánshì xíng (蠶室刑) - castrazione,[9][10] effettuata tramite rimozione sia delle gonadi sia del pene, e successiva servitù penale del reo come eunuco nel palazzo imperiale.[11][12] La pena era comminata anche alle donne (Gōngxing) per le medesime colpe: adulterio, attività licenziosa o promiscua.[13]
- Dà Pì (大辟), la pena capitale. I metodi di esecuzione erano squartare o tagliare il corpo in quattro pezzi ( fēn wéi lù 分為戮); bollente vivo ( pēng 烹); decapitazione e smembramento attaccando il reo a dei carri (chēliè 車裂); decapitazione ( xiāoshǒu 梟首); esecuzione ed abbandono della salma nel mercato pubblico locale ( qìshì 棄市); strangolamento (jiǎo 絞); e stillicidio (língchí 凌遲). Erano utilizzati anche altre metodologie di esecuzione.

## Le cinque punizioni nella Cina imperiale
Durante la dinastia Han occidentale, il tatuaggio e l'amputazione furono aboliti come punizioni e nelle dinastie successive le cinque punizioni subirono ulteriori modifiche. Con la dinastia Sui (581–618), le cinque punizioni avevano raggiunto la forma base che avrebbero avuto fino alla fine dell'era imperiale. Questa è una breve rassegna delle cinque punizioni durante la dinastia Qing (1644–1911), l'ultima dinastia regnante in Cina:
- Chī (笞), percuotendo le natiche con una leggera canna di bambù. Al tempo dei Qing furono invece usati bastoncini di bambù. C'erano cinque gradi di chī :[15]
  - 10 frustate (rimesse dietro pagamento di 600 wén (文) in contanti di rame )
  - 20 frustate (rimesse dietro pagamento di 1 guàn (貫) e 200 wén in contanti di rame. 1 guàn equivale a 1000 wén)
  - 30 frustate (rimesse dietro pagamento di 1 guan e 800 wén in contanti di rame)
  - 40 frustate (rimesse dietro pagamento di 2 guàn e 400 wén in contanti di rame)
  - 50 frustate (rimesse dietro pagamento di 3 guàn in contanti di rame)
- Zhàng (杖), percuotere con un grosso bastone sulla schiena, sulle natiche o sulle gambe. I cinque gradi di zhàng erano:[15]
  - 60 colpi (rimessi dietro pagamento di 3 guàn e 600 wén in contanti di rame)
  - 70 colpi (rimessi dietro pagamento di 4 guàn e 200 wén in contanti di rame)
  - 80 colpi (rimessi dietro pagamento di 4 guàn e 800 wén in contanti di rame)
  - 90 colpi (rimessi dietro pagamento di 5 guàn e 400 wén in contanti di rame)
  - 100 colpi (rimessi dietro pagamento di 6 guàn di contante di rame)
- Tú (徒), servitù penale obbligatoria con cinque gradi di severità:[15]
  - un anno di servitù penale più 60 colpi di bastone grosso (rimessi dietro pagamento di 12 guàn in contanti di rame)
  - un anno e mezzo di servitù penale più 70 colpi di bastone grosso (rimessi dietro pagamento di 15 guàn in contanti di rame)
  - due anni di servitù penale più 80 colpi di bastone grosso (rimessi dietro pagamento di 18 guàn in contanti di rame)
  - due anni e mezzo di servitù penale più 90 colpi di bastone grosso (rimessi dietro pagamento di 21 guàn in contanti di rame)
  - tre anni di servitù penale più 100 colpi di bastone grosso (rimessi dietro pagamento di 24 guàn in contanti di rame)
- Liú (流), esilio in un luogo remoto (come Hainan) con divieto di ritorno al proprio luogo di nascita. C'erano tre gradi di gravità:[15]
  - 2000 lĭ (里) (620 miglia) più 100 colpi di bastone grosso (rimessi dietro pagamento di 30 guàn in contanti di rame)
  - 2.500 lǐ (775 miglia) più 100 colpi di bastone grosso (rimessi dietro pagamento di 33 guàn in contanti di rame)
  - 3.000 lǐ (930 miglia) più 100 colpi di bastone grosso (rimessi dietro pagamento di 36 guàn in contanti di rame)
- Sĭ (死), pena capitale. Dopo le dinastie Sui e Tang (618–907) c'erano generalmente due opzioni: impiccagione ( jiǎo 絞) o decapitazione ( zhǎn 斬). Dalla dinastia Song (970–1279) in poi, furono usate anche lo stillicidio ( língchí 凌遲) e la decapitazione ( xiāoshŏu 梟首). La pena di morte poteva essere scontata dietro pagamento di 42 guàn in contanti di rame.[15]

L'entità dei pagamenti delle rimesse può essere misurata considerando che sotto l'imperatore Qianlong (r. 1735–1796), il salario medio di un operaio edile nella provincia di Zhili era di 0,72 wén o 0,6 once troy d'argento al giorno.
Queste punizioni venivano comminate anche alle donne per gli stessi crimini commessi dagli uomini:
- Xíngchōng (刑舂) - lavori forzati (macinare il grano);
- Zǎnxíng (拶刑), noto anche come ( zǎnzhĭ 拶指) - spremitura delle dita tra i bastoncini;
- Zhàngxíng (杖刑) - percosse con doghe di legno;
- Cìsǐ (賜死) - suicidio forzato;
- Gōngxíng (宮刑) - sequestro o reclusione in una stanza. Punizione per licenziosità o adulterio. Gōngxing per le donne è stato applicato per gli stessi crimini della punizione gōng per gli uomini.[13]